# Нарек Манасян
Нарек Манасян (вірм. Նարեկ Մանասյան; 17 квітня 1996) — вірменський боксер, призер чемпіонатів світу та Європи серед аматорів.

## Аматорська кар'єра
На юнацьких чемпіонатах Європи 2011 та 2012 світу займав треті місця.
2014 року став бронзовим призером молодіжного чемпіонату світу, програвши у півфіналі Благою Найденову (Болгарія). Через чотири місяці завоював бронзову медаль на II Юнацьких Олімпійських іграх.
На чемпіонаті світу 2021 програв у першому бою Азіз Аббес Мухідіну (Італія).
На чемпіонаті Європи 2022 завоював бронзову медаль.
- В 1/8 фіналу переміг Давида Міхалека (Словаччина) — RSC R2
- У чвертьфіналі переміг Вагкана Нанізаняна (Греція) — 5-0
- У півфіналі програв Енмануелю Реєсу (Іспанія) — 0-5

На чемпіонаті світу 2023 завоював бронзову медаль.
- В 1/16 фіналу переміг Вільяма Мукева (ДР Конго) — RSC
- В 1/8 фіналу переміг Пурія Амірі (Іран) — 5-0
- У чвертьфіналі переміг Енмануеля Реєса (Іспанія) — 4-0
- У півфіналі програв Азіз Аббес Мухідіну (Італія) — 0-5

На Європейських іграх 2023 програв у першому бою Енмануелю Реєсу (Іспанія).
На чемпіонаті Європи 2024 завоював срібну медаль.
- В 1/8 фіналу переміг Давида Міхалека (Словаччина) — 4-0
- У чвертьфіналі переміг Андрея Заплітного (Молдова) — 4-1
- У півфіналі переміг Лорена Альфонсо (Азербайджан)— 3-1
- У фіналі не вийшов проти Мусліма Гаджимагомедова (Росія)